# Johann Daniel Ritter
Johann Daniel Ritter (* 16. Oktober 1709 in Schlanz, Fürstentum Breslau; † 15. Mai 1775 in Wittenberg) war ein deutscher Historiker.

## Leben
Seine Eltern waren der Rittmeister der Kaiserlichen Armee Johann Ritter und Anna Rosina (geb. Böhme aus Hujaschnitz). Nach vorbereitenden Studien in Fraustadt und dem Besuch des Elisabet-Gymnasiums in Breslau studierte Johann Daniel Ritter ab dem 31. Mai 1730 an der Universität Leipzig. Dort erwarb er am 21. Februar 1732 den akademischen Grad eines Magisters und hielt anschließend Vorlesungen in Leipzig.
1735 wurde er zum außerordentlichen Professor der Philosophie berufen und zum Hofrat ernannt. 1742 erhielt er einen Ruf als ordentlicher Professor für Geschichte an der Universität Wittenberg. Zusätzlich wurde ihm die Professur für Ethik übertragen, nachdem er 1761 einen Ruf an die Universität Leiden abgelehnt hatte. 1748 verlieh ihm die Juristische Fakultät der Universität Göttingen die Doktorwürde, ohne dass er sich darum bewarb. Er blieb bis zu seinem Lebensende in Wittenberg.

## Werkauswahl
- Diss. De Fetialibus Populi Romani (Resp. Johannes Luz) Breitkopf, Leipzig 1732. (Digitalisat)
- Comment. Epistol. De Marcio primo Pontifice M. & Familia Marcia, Leipzig 1733
- Dissertatio Observationes Criticas complectens. Zschavian, Leipzig 1735. (Digitalisat)
- Dissertatio De Hymenaeo Et Phileto. (Resp. Johann Schmid) Ritter, Jena 1735. (Digitalisat)
- Observationes Historico-Philologicae et Antiquariae. 1735. (Digitalisat)
- De cognitoribus. Schniebs, Leipzig 1735. (Digitalisat)
- Dissertatio historico politica De Amalasventha Ostrogothorum Regina, Schniebes, Leipzig 1735. (Digitalisat)